# Thomas Beaufort, greve af Perche
Thomas Beaufort, greve af Perche (ca. 1405 - 3. oktober 1431) var et medlem af Beaufort-slægten og en engelsk hærfører under Hundredårskrigen.
Han var den tredje søn af John Beaufort, 1. jarl af Somerset og hans hustru, Margaret Holland.
Med sin ældre bror, Henry Beaufort, 2. jarl af Somerset, deltog Thomas i Henrik 5.'s felttog i Frankrig i 1419. I 1421 ledsagede han kongens yngre bror Thomas af Lancaster på felttog i Anjou. Lancaster blev dræbt i Slaget ved Baugé, mens Somerset og Thomas blev taget til fange. Thomas blev til sidst løsladt omkring 1427 i en fangeudveksling forhandlet af hans onkel, kardinal Beaufort.
Som et kampberedt mandligt medlem af Beaufort-familien vendte Thomas næsten med det samme tilbage i krigen. Han blev tildelt titlen greve af Perche i december 1427, idet hans titel mere var et krav på et landområde, snarere end en anerkendt titel, da det allerede var en af den franske hertug Johan 2, hertug af Alençons besiddelser. Dette var en del af et fortsat forsøg af kardinal Beaufort på at skære godser ud til sine nevøer fra erobret fransk land. Under felttoget der skulle sikre at Henrik 6. kunne krones som konge af Frankrig blev Thomas i 1430 tildelt et følge på 128 soldater og 460 bueskytter. Han ledte soldater i et slag ved La Charité-sur-Loire i slutningen af 1430 og døde den 3. oktober 1431 under belejringen af Louviers, tre uger inden byens fald.